# Michael Ansara
Michael George Ansara (né le 15 avril 1922 en Syrie, et mort le 31 juillet 2013 à Calabasas, en Californie) est un acteur américain, d'origine syrienne.

## Biographie
Installé très jeune aux États-Unis, Michael Ansara y débute au cinéma en 1944 et, sur quelque 55 ans, contribue à soixante-dix sept films (majoritairement américains, dont des westerns), le dernier sorti en 1999, quand il prend sa retraite. Parmi ses films notables, mentionnons La Révolte des Cipayes de László Benedek (1954, avec Rock Hudson et Arlene Dahl), Les Comancheros de Michael Curtiz (1961, avec John Wayne, Stuart Whitman et Ina Balin) et Le Message de Moustapha Akkad (1976, coproduction libano-marocaine, avec Anthony Quinn et Irène Papas).
Il est particulièrement actif à la télévision, collaborant entre 1951 et 1999 à une centaine de séries et à huit téléfilms. Fait particulier, il prête sa voix à des personnages de séries ou téléfilms d'animation, dont le général Warhawk, dans Rambo (1986), et Victor Fries alias Mister Freeze, dans Batman (1992-1994). Parmi ses rôles notables au petit écran, il y a ceux de chefs indiens dans deux séries-westerns, La Flèche brisée (1956-1958 : Cochise) et Colorado (1978-1979 : Castor Boiteux), également son rôle de Kang, dans trois séries de la saga Star Trek, en 1968, 1994 et 1996.
Un temps marié à Barbara Eden, Michael Ansara réalise — expérience unique — un épisode, diffusé en 1970, de la série Jinny de mes rêves (il joue également dans trois autres), dont l'actrice est la vedette.
Autre expérience unique, il joue au théâtre à Broadway (New York) dans une pièce représentée en 1962.
Pour sa contribution à la télévision, une étoile lui est dédiée sur le Walk of Fame d'Hollywood Boulevard.
Au cinéma comme à la télévision, il fut généralement doublé en français par le comédien Georges Aminel.

## Filmographie partielle

### Au cinéma
- 1944 : Intrigue à Damas (Action in Arabia) de Léonide Moguy
- 1947 : Intrigue (titre original) d'Edwin L. Marin
- 1949 : La Dernière Charge (Outpost in Morocco) de Robert Florey
- 1950 : L'Aigle du désert (The Desert Hawk) de Frederick De Cordova
- 1950 : Le Bistrot du péché (South Sea Sinner) d'H. Bruce Humberstone
- 1950 : Kim de Victor Saville
- 1951 : Fort Invincible (Only the Valiant) de Gordon Douglas
- 1951 : Les Pirates de Macao (en) (Smuggler's Island) d'Edward Ludwig
- 1951 : Bannerline (en) de Don Weis
- 1951 : Trois Troupiers (Soldiers Three) de Tay Garnett
- 1951 : Espionne de mon cœur (My Favorite Spy) de Norman Z. McLeod
- 1952 : Courrier diplomatique (Diplomatic Courier) d'Henry Hathaway
- 1952 : Le Faucon d'or (The Golden Hawk) de Sidney Salkow
- 1952 : En route vers Bali (Road to Bali) d'Hal Walker
- 1952 : Les Boucaniers de la Jamaïque (Yankee Buccaneer) de Frederick De Cordova
- 1953 : Le Serpent du Nil (Serpent of the Nile) de William Castle
- 1953 : The Bandits of Corsica (en) de Ray Nazarro
- 1953 : La Tunique (The Robe) d'Henry Koster
- 1953 : Jules César (Julius Caesar) de Joseph L. Mankiewicz
- 1953 : Victime du destin (The Lawless Breed) de Raoul Walsh
- 1953 : La Sorcière blanche (White Witch Doctor) d'Henry Hathaway
- 1953 : Esclaves de Babylone (Slaves of Babylon) de William Castle
- 1953 : Le Diamant bleu (en) (The Diamond Queen) de John Brahm
- 1954 : L'Égyptien (The Egyptian) de Michael Curtiz
- 1954 : Three Young Texans d'Henry Levin
- 1954 : L'Épée des Sarrasins (The Saracen Blade) de William Castle
- 1954 : La Révolte des Cipayes (Bengal Brigade) de László Benedek
- 1954 : La Princesse du Nil (Princess of the Nile) d'Harmon Jones
- 1954 : Le Signe du païen (Sign of the Pagan) de Douglas Sirk
- 1955 : La Chérie de Jupiter (Jupiter's Darling) de George Sidney
- 1955 : Deux Nigauds et la momie (Abbott and Costello Meet the Mummy) de Charles Lamont
- 1955 : Sur les docks (New Orleans Uncensored) de William Castle
- 1956 : Le Justicier solitaire (The Lone Ranger) de Stuart Heisler
- 1956 : Les Dix Commandements (The Ten Commandments) de Cecil B. DeMille : un surveillant
- 1956 : Les Piliers du ciel (Pillars of the Sky) de George Marshall
- 1956 : Diane de Poitiers (Diane) de David Miller
- 1957 : Quantez de Henry Keller : Delgadito
- 1961 : Les Comancheros (The Comancheros) de Michael Curtiz
- 1961 : Le Sous-marin de l'apocalypse (Voyage to the Bottom of the Sea) d'Irwin Allen
- 1964 : The Confession de William Dieterle
- 1965 : La Plus Grande Histoire jamais contée (The Greatest Story Ever Told) de George Stevens
- 1966 : Texas, nous voilà (Texas across the River) de Michael Gordon : Iron Jacket, chef comanche
- 1966 : And Now Miguel de James B. Clark
- 1968 : The Destructors (en) de Francis D. Lyon
- 1968 : Les Corrupteurs (Sol Madrid) de Brian G. Hutton
- 1968 : La Jungle aux diamants (The Pink Jungle) de Delbert Mann
- 1969 : Istanbul, mission impossible (Target : Harry) de Roger Corman
- 1969 : Les Colts des sept mercenaires (Guns of the Magnificent Seven) de Paul Wendkos
- 1970 : The Phynx (en) de Lee H. Katzin
- 1972 : Stand Up and Be Counted de Jackie Cooper
- 1973 : Superflics en jupons (The Doll Squad) de Ted V. Mikels
- 1974 : Le monstre est vivant (It's Alive) de Larry Cohen
- 1976 : Le Message (Mohammad, Messenger of God) de Moustapha Akkad (version en anglais)
- 1977 : Day of the Animals de William Girdler
- 1978 : Le Faiseur d'épouvantes (The Manitou) de William Girdler
- 1982 : Bayou Romance d'Alan Myerson : Zanko
- 1986 : KGB : The Secret War (en) de Dwight H. Little
- 1987 : Protection rapprochée (Assassination) de Peter R. Hunt
- 1990 : Randado, ville sans loi (Border Shootout) de Chris McIntyre

### À la télévision

#### Séries

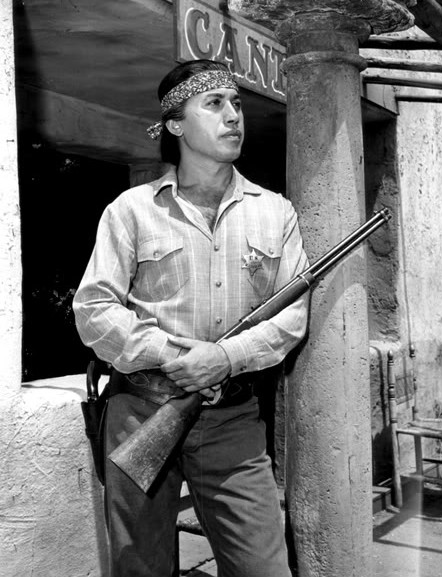
Dans la série-western télévisée ' (1959)

- 1954 : Badge 714 ou Coup de filet (Dragnet), première série
  - Saison 4, épisode 18 The Big Rod
- 1956 : Alfred Hitchcock présente (Alfred Hitchcock presents)
  - Saison 1, épisode 18 Shopping for Death de Robert Stevens, épisode 29 The Orderly World of Mr. Appleby de James Neilson et épisode 32 The Baby Sitter de Robert Stevens
- 1956 : Rintintin (The Adventures of Rin Tin Tin)
  - Saison 3, épisode 6 Yo-o Rinty
- 1956-1958 : La Flèche brisée (Broken Arrow)
  - Saisons 1 et 2, 73 épisodes : Cochise
- 1959 : L'Homme à la carabine (The Rifleman)
  - Saison 1, épisode 21 The Indian d'Arnold Laven et épisode 37 The Raid
- 1960-1961 : Les Incorruptibles (The Untouchables), première série
  - Saison 2, épisode 3 Nicky (1960) de Walter Grauman et épisode 16 Gingembre de la Jamaïque (The Jamaica Ginger Story)
- 1961-1963 : La Grande Caravane (Wagon Train)
  - Saison 4, épisode 16 The Patience Miller Story (1961) de Mitchell Leisen
  - Saison 6, épisode 27 The Adam MacKenzie Story (1963) de Virgil W. Vogel
- 1963-1964 : Rawhide
  - Saison 5, épisode 28 Incident at Rio Doloroso (1963)
  - Saison 6, épisode 2 Incident of Iron Bull (1963) de Christian Nyby
  - Saison 7, épisode 6 Canliss (1964) de Jack Arnold
- 1964 : L'Homme à la Rolls (Burke's Law), première série
  - Saison 1, épisode 20 Who killed Carrie Cornell ?
- 1964 : Perry Mason, première série
  - Saison 7, épisode 26 The Case of the Antic Angel
- 1964 : Au-delà du réel (The Outer Limits), première série
  - Saison 2, épisode 1 Le Soldat (Soldier) de Gerd Oswald
- 1964 : Voyage au fond des mers (Voyage to the Bottom of the Sea)
  - Saison 1, épisode 9 L'Indice (Hot Line) de John Brahm
  - Saison 2, épisode 15 Le Tueur des abîmes (Killers of the Deep)
- 1965 : Le Proscrit (Branded)
  - Saison 1, épisode 5 The Bounty
- 1965 : Des agents très spéciaux (The Man from U.N.C.L.E.)
  - Saison 2, épisode 7 Le Désert d'Arabie (The Arabian Affair)
- 1965-1966 : Le Virginien (The Virginian)
  - Saison 3, épisode 29 The Showdown (1965) de Don McDougall
  - Saison 5, épisode 10 High Stakes (1966)
- 1966 : Perdus dans l'espace (Lost in Space)
  - Saison 1, épisode 22 The Challenge
- 1966 : Daniel Boone
  - Saison 2, épisode 24 The Search d'Harmon Jones
  - Saison 3, épisode 10 The Enchanted Gun de R. G. Springsteen
- 1966 : Annie, agent très spécial (The Girl from U.N.C.L.E.)
  - Saison unique, épisode 2 Aux mains de Zalamar (The Prisoner of Zalamar Affair) d'Herschel Daugherty
- 1966 : Ma sorcière bien-aimée (Bewitched)
  - Saison 3, épisode 5 La Fée des bois (A Most Unusual Wood Nymph) de William Asher
- 1966 : Le Cheval de fer (Iron Horse)
  - Saison 1, épisode 14 Big Deal d'Earl Bellamy
- 1966-1967 : Gunsmoke ou Police des plaines (Gunsmoke ou Marshal Dillon)
  - Saison 11, épisode 24 Honor before Justice (1966)
  - Saison 12, épisode 22 The Returning (1967) de Marc Daniels
- 1966-1967 : Au cœur du temps (The Time Tunnel)
  - Au cœur du temps : Saison 1, épisode 11 Arme secrète (Secret Weapon, 1966) de Sobey Martin ; et saison 2, épisode 28 : Les Kidnappeurs (The Kidnappers, 1967) de Sobey Martin
- 1966-1970 : Jinny de mes rêves (I dream of Jeannie)
  - Saison 2, épisode 1 Joyeux Anniversaire (Happy Birthday, 1966)
  - Saison 3, épisode 15 Le Roi des îles (The Battle of Waikīkī, 1968) d'Hal Cooper
  - Saison 5, épisode 12 L'Intrigante (My Sister, the Home Wrecker, 1969) et épisode 25 Un atout pour Jinny (One Jeannie beats Four of a Kind, 1970 : réalisateur)
- 1967 : Le Fugitif (The Fugitive), première série
  - Saison 4, épisode 24 Rue barrée (The Savage Street) de Gerald Mayer
- 1968 : Tarzan
  - Saison 2, épisode 19 Treck for Terror de Barry Shear
- 1968 : Star Trek
  - Saison 3, épisode 7 La Colombe (Day of Dove) de Marvin J. Chomsky
- 1969 : Opération vol (It takes a Thief)
  - Saison 2, épisode 13 Vacances à Rio (Guess who's coming to Rio ?)
- 1969 : Au pays des géants (Land of the Giants)
  - Saison 1, épisode 16 On a Clear Night you can see Earth de Sobey Martin
- 1969 : Le Grand Chaparral (The High Chaparral)
  - Saison 2, épisode 26 For the Love of Carlos
- 1970 : Les Règles du jeu (The Name of the Game)
  - Saison 2, épisode 17 The Takeover et épisode 18 The Garden
- 1971 : La Nouvelle Équipe (The Most Squad)
  - Saison 3, épisode 20 A Double for Danger
- 1972 : Hawaï police d'État (Hawaii Five-0)
  - Saison 5, épisode 1 Massacre sur commande (Death is a Company Policy) de Charles S. Dubin
- 1972 : Les Rues de San Francisco (The Streets of San Francisco)
  - Saison 1, épisode 11 Le Vol des sauterelles (The Year of the Locusts)
- 1973 : Mission impossible (Mission : Impossible), première série
  - Saison 7, épisode 21 Western (The Western) de Leslie H. Martinson
- 1973-1974 : Police Story
  - Saison 1, épisode 2 Requiem for an Informer (1973) de Marvin J. Chomsky et épisode 20 Chief (1974) de Virgil W. Vogel
- 1975 : La Côte sauvage (Barbary Coast)
  - Saison unique, épisode pilote The Barbary Coast de Bill Bixby
- 1976 : Un shérif à New York (McCloud)
  - Saison 6, épisode 5 Our Man in the Harem d'E. W. Swackhamer
- 1976 : Le Monde merveilleux de Disney (The Wonderful World of Disney ou Disneyland)
  - Saison 22, épisode 13 The Bears and I, Part II
- 1976 : Kojak
  - Saison 3, épisode 22 Justice deferred de Charles S. Dubin
- 1978-1979 : Colorado (Centenial), mini-série
  - Saison unique, épisode 1 Seules les montagnes vivent pour toujours (Only the Rocks live Forever, 1978) de Virgil W. Vogel et épisode 12 Le Cri de l'aigle (The Scream of Eagles, 1979) de Virgil W. Vogel : Castor Boiteux
- 1979 : Vegas (Vega$)
  - Saison 1, épisode 22 The Visitor
- 1979-1980 : Buck Rogers au XXVe siècle (Buck Rogers in the 25th Century)
  - Saison 1, épisode 12 Un amour de princesse (Escape for Wedded Bliss, 1979) de David Moessinger, épisode 17 Le Retour d'Ardala (Ardala Returns, 1980) et épisodes 23-24 La Sorcière de la guerre, 1re et 2e parties (Flight of the War Witch, Parts I & II)
- 1980 : L'Île fantastique (Fantasy Island)
  - Saison 3, épisode 15 Unholy Wedlock / Elizabeth de Rod Holcomb et épisode 22 My Fair Pharaoh / The Power de George McCowan
- 1980 : CHiPs
  - Saison 4, épisode 4 Les Prédateurs (The Poachers)
- 1981 : Simon et Simon (Simon & Simon)
  - Saison 1, épisode 4 A Recipe for Disaster
- 1985 : Rick Hunter (Hunter)
  - Saison 2, épisode 6 Viol et Vengeance, 1re partie (Rape and Vengeance, Part I)
- 1985 : Le Juge et le Pilote (Hardcastle and McCormick)
  - Saison 3, épisode 10 Erreur sur la personne (Mirage a Trois) de Sidney Hayers
- 1986 : L'Homme qui tombe à pic (The Fall Guy)
  - Saison 5, épisode 10 Deux pitres à Miami (Miami's Nice)
- 1986 : Rambo, série d'animation
  - Saison unique, 65 épisodes : Général Warhawk (voix)
- 1987 : Mike Hammer, première série
  - Saison 3, épisode 20 A Blinding Fear de Stacy Keach
- 1988 : Arabesque (Murder, she wrote)
  - Saison 5, épisode 7 Le Dernier Vol du Dixie Damsel (The Last Flight of the Dixie Damsel) de Vincent McEveety
- 1992-1994 : Batman, série d'animation
  - Saison 1, épisode 3 Heart of Ice (1992) : Mister Freeze (voix)
  - Saison 3, épisode 10 Deep Freeze (1994) : idem
- 1994 : Babylon 5
  - Saison 2, épisode 3 La Géométrie des ombres (The Geometry of Shadows)
- 1994-1996 : Star Trek : Deep Space Nine
  - Saison 2, épisode 19 Blood Oath : Kang
  - Saison 4, épisode 20 The Muse : Jeyal
- 1996 : Star Trek : Voyager
  - Saison 3, épisode 2 Flashback : Kang
- 1997 : Batman (The New Batman Adventures), série d'animation
  - Saison 1, épisode 3 Coup de froid (Cold Comfort) : Mister Freeze (voix)
- 1999 : Batman, la relève (Batman Beyond), série d'animation
  - Saison 1, épisode 7 Le Fléau (Meltdown) : Mister Freeze (voix)

#### Téléfilms
- 1967 : L'Affaire d'un tueur (How I spent my Summer Vacation) de William Hale
- 1973 :  L'Agent double (en) (Call to Danger) de Tom Gries
- 1973 : Ordeal de Lee H. Katzin
- 1974 : Six colts et un coffre (en) (Shootout in a One-Dog Town) de Burt Kennedy
- 1974 : The First Woman President de Delbert Mann, Sam Gary et Rob Schultz
- 1984 : The Fantastic World of D.C. Collins de Leslie H. Martinson

## Théâtre (à Broadway)
- 1962 : Infidel Caesar de Gene Wesson, avec John Cullum, John Ireland, James Earl Jones, Robert Earl Jones, Ramón Novarro, Gene Wesson